# Antonio Denzio
Antonio Denzio (Venezia, 23 settembre 1689 – dopo il 1763) è stato un tenore, impresario teatrale e librettista italiano.

## Biografia
Nato in una famiglia di musicisti, intraprese una carriera principalmente come cantante fino al 1724, quando si recò in Boemia come membro della compagnia d'opera di Antonio Maria Peruzzi, probabilmente suo zio. Peruzzi ebbe l'idea di portare una compagnia d'opera italiana nell'Europa centrale per esibirsi prima a Praga, poi a Dresda e Lipsia. 
La compagnia fu portata per la prima volta in Boemia con il patrocinio del conte Franz Anton von Sporck, che la fece esibire nel suo palazzo a Kuks nella Boemia nord-occidentale, nell'estate del 1724. Le esibizioni ebbero un tale successo che consentirono alla compagnia di esibirsi gratuitamente nel palazzo di von Sporck a Praga. Dopo disaccordi con Peruzzi, Denzio fu in grado di soppiantarlo come impresario prima della fine del 1724 e continuò le sue produzioni nel palazzo Sporck fino al 1735. Peruzzi partì con alcuni musicisti di Peruzzi-Denzio per fondare l'Opera di Breslavia. 
Il teatro dell'opera di Denzio al palazzo di Sporck fu il primo teatro dell'opera presente in città. Le sue produzioni furono apprezzate dalla nobiltà boema fino al 1729 circa, dopo di che le finanze di Denzio si deteriorarono. Il conte Sporck non fornì assistenza finanziaria alla compagnia, tranne l'uso gratuito del suo teatro, e permise che fallisse. La società fallì e Denzio fu costretto a trascorrere del tempo nella prigione dei debitori. Durante il suo periodo di massimo splendore, Denzio fu in grado di attrarre almeno una delle principali star del canto italiano a Praga ogni stagione. 
La più importante di tutte fu Margherita Gualandi, che fu costretta ad andare a Praga dopo essere stata massacrata in Italia per comportamento scorretto. Denzio cercò l'assistenza di Antonio Vivaldi nel coinvolgere cantanti nella sua compagnia, e il compositore mandò sua musica. All'inizio del 1730, Vivaldi si recò a Praga. Parte della musica di una delle sue opere composte per Praga, Argippo, è stata riscoperta solo di recente. 
Isolato com'era dalla sua base operistica di Venezia, Denzio fu costretto a diventare un tuttofare teatrale. Cantò nelle produzioni della compagnia ed operò anche come librettista. Scrisse diversi libretti d'opera, il più significativo dei quali fu La pravità castigata (1730), la prima opera basata sul racconto di Don Juan per utilizzare l'ambientazione e i personaggi originali. 
Dopo essere tornato brevemente a Venezia nel 1735, Denzio tentò di nuovo di creare compagnie di lirica nel nord Europa, anche a Bruxelles e ad Augusta. Sfortunatamente, tutte queste iniziative fallirono. L'ultima notizia sulla sua attività proviene da un annuncio di giornale pubblicato a Mosca nel 1763. 